# Llancarfan
Llancarfan (pronúncia do galês: [ɬaŋ'karvan]) é uma aldeia e comunidade em Vale of Glamorgan, no sul do País de Gales, com uma população de 747 habitantes à altura do censo de 2011. No Censo de 2001 a população era de 736 habitantes.
A aldeia, localizada a oeste de Barry e perto de Cowbridge, tem uma conhecida paróquia, localizada no sítio do clas fundado por São Cadoc no século VI, notável por sua academia, onde estudaram galeses notórios como São Cainnech de Aghaboe e Caradoc de Llancarfan. A espaçosa igreja, que pertencia à Abadia de Gloucester na Baixa Idade Média, contém uma fonte de água benta e remanescentes de um coro alto, hoje reaproveitado como retábulo. No início de 2008, arquitetos descobriram muralismos medievais, como uma das três únicas representações de São Jorge conhecidas em Gales.
A maior parte do vilarejo está contida em uma área de conservação designada em 1971. Prédios listados como de interesse histórico especial incluem o pub The Fox and Hounds, a antiga Capela de Belém, a antiga Capela Wesleyana, a Capela Cottage, a Grande Casa, a Casa de Esquina e a Escola Primária de Llancarfan.